# Lamadrid (Coahuila)
Lamadrid es una localidad del estado mexicano de Coahuila. Es la cabecera del municipio de Lamadrid.

## Toponimia
El nombre de la localidad rinde homenaje a Francisco Lamadrid, general republicano de la Guerra de Reforma.

## Demografía
| Gráfica de evolución demográfica |
|                                  |

| Censo | Población |
| ----- | --------- |
| 1921  | 1 476     |
| 1930  | 1 252     |
| 1940  | 1 807     |
| 1950  | 1 814     |
| 1960  | 1 478     |
| 1970  | 1 576     |
| 1980  | 1 542     |
| 1990  | 1 971     |
| 2000  | 1 732     |
| 2010  | 1 801     |
| 2020  | 1 743     |